# Cuaespinós bru
El cuaespinós bru (Leptasthenura fuliginiceps) és una espècie d'ocell de la família dels furnàrids (Furnariidae).

## Hàbitat i distribució
Habita espesures de zones amb matolls dels Andes de Bolívia i oest de l'Argentina.